# Predigtstuhl
Il Predigtstuhl  è una montagna alta 2 116 m sul livello del mare, nella catena montuosa del Wilder Kaiser nelle Alpi Calcaree Nordtirolesi a est di Kufstein, nel Tirolo austriaco.

## Geografia

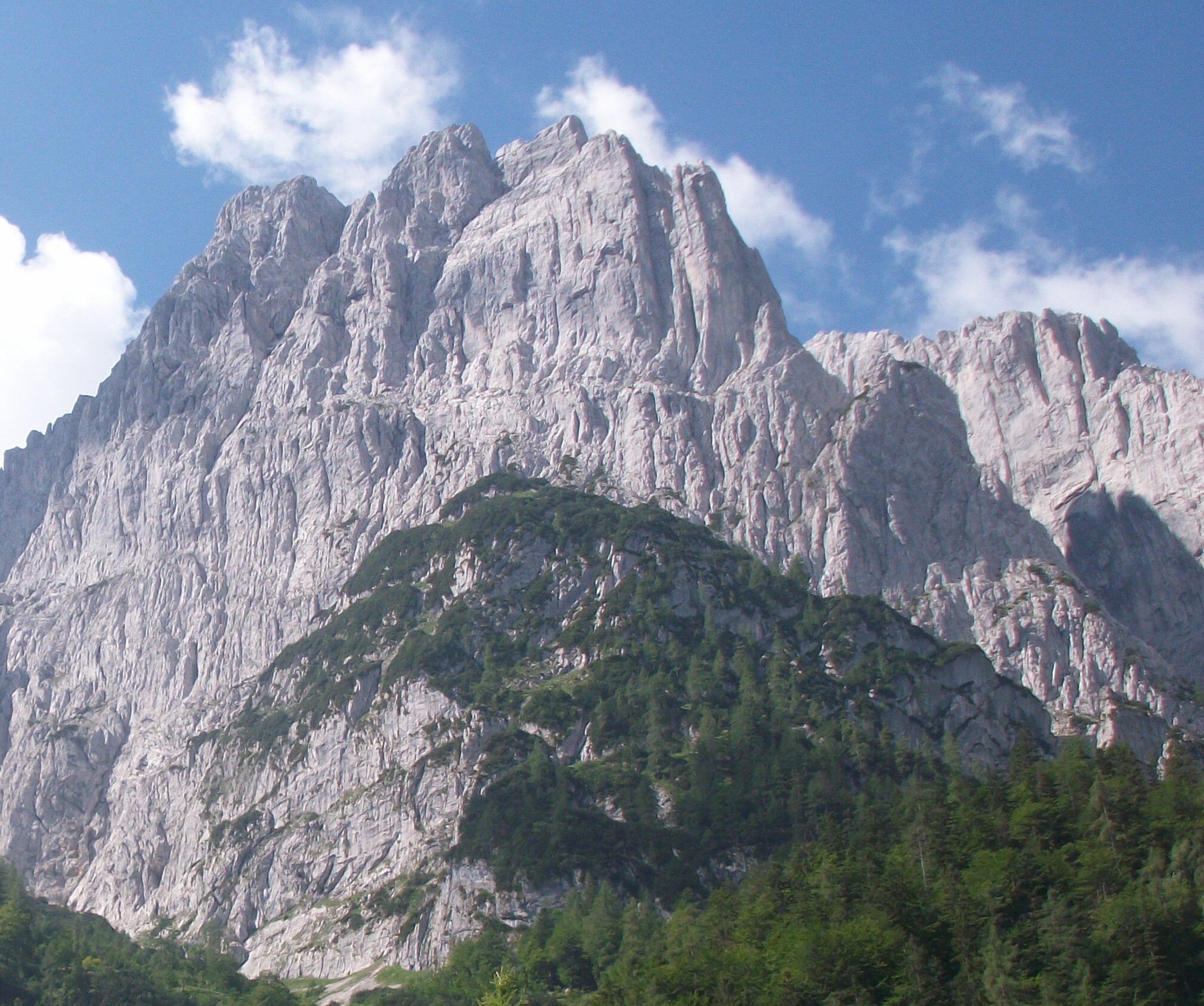
La montagna vista da nord-ovest.

Insieme all'Hinterer Goinger Halt, alle Karlspitzen, al Fleischbank e alla Christaturm, la cima forma la cornice dello Steinerne Rinne, un ex circo glaciale che si erge a sud verso il passo Ellmauer Tor. A nord, il Predigtstuhl precipita ripidamente con un bordo roccioso alto 500 m nella valle del Kaiserbach. A est, presenta un ripido fianco roccioso alto diverse centinaia di metri che scende nella Große Griesener Tor (Hochkar). A ovest, invia una ripida parete rocciosa alta circa 300 m fino allo Steinerne Rinne. La montagna appartiene al comune di Kirchdorf in Tirol (nel Tirolo).

## Alpinismo
I primi scalatori del Predigtstuhl furono Johann Tavonaro e Philip Scheiner il 30 giugno 1895.
La montagna è una delle più famose per l'arrampicata nelle Alpi calcaree settentrionali. Tra le salite più famose figurano l'Angermannrinne (via normale con grado di difficoltà III UIAA attraverso la Predigtstuhlscharte), la suggestiva cresta nord e il camino Botzong. Il punto di partenza per questi itinerari è il rifugio Stripsenjochhaus del Club Alpino Austriaco (ÖAV).
La via normale inizia nella parte superiore dello Steinerne Rinne e conduce inizialmente a una terrazza ghiaiosa. Da lì, sale attraverso canaloni e rocce (grado II-III) fino alla Predigtstuhlscharte, situata tra la cima principale del Predigtstuhl e l' Hintere Goinger Halt a sud. Dal canalone, la via prosegue attraverso l'Angermannrinne (grado III, spit) fino alla croce di vetta con un libro. Il tempo necessario è di circa 1,25 ore (un'ora e un quarto).
Dopo la salita alla cima principale del Predigtstuhl, spesso si sale all'Hintere Goinger Halt partendo dalla Predigtstuhlscharte attraverso la cresta settentrionale e da lì si scende lungo il sentiero segnalato.
La cima nord, ad esempio, può essere scalata attraverso la cresta nord (III–IV); da lì è possibile attraversare la cima intermedia fino alla cima principale attraverso la Botzongscharte (II–IV).